# Halopteris scoparia
Halopteris scoparia (Linnaeus) Sauvageau, 1904 é uma espécie de algas castanhas (Phaeophyceae) da família Stypocaulaceae da ordem das Sphacelariales, com distribuição natural no nordeste do Oceano Atlântico.